# Ramiro Moyano Joya
Ramiro Moyano (Tucumán, Argentina, 28 de agosto de 1990) es un jugador argentino de rugby que jugó en Jaguares (Super Rugby) y Los Pumas. Su club actual es Yacare XV, franquicia del Super Rugby Américas, en donde se desempeña como wing.

## Trayectoria
Luego de haber jugado para su club local (Lince RC), fue seleccionado para disputar encuentros con la selección Argentina sub-19 (2009) y Sub-20 en torneos competitivos (2010). Representó a los Pumitas en el Campeonato Mundial Junior, disputando una cantidad de tres encuentros; Australia, Inglaterra y Francia. Rápidamente se trasladó al circuito de sevens, donde jugó en 16 competiciones, incluida la Rugby World Cup Sevens 2013 realizada en Moscú (Rusia).
Entre los años 2012 y 2014 fue subcampeón de la Copa de Naciones IRB 2012 y campeón en la Copa IRB Tbilisi 2014. De igual forma Moyano fue parte del equipo de Pampas XV que ganó la Vodacom Cup 2011 venciendo a los Blue Bulls 14-9, así también ganó la World Rugby Pacific Challenge en 2014 y también en 2015 .
En 2011 hizo su debut internacional con la selección absoluta, iniciando en la banca. En dicho encuentro ingresó y al cabo de unos minutos anotó un try en la victoria de Argentina 61-6 sobre Chile. A la semana siguiente, jugó su primer partido completo frente a Uruguay ("Los Teros") . Simultáneamente estaba en la convocatoria tanto de la selección de 15 jugadores y como para los Sevens de su país. En 2014, fue llamado para disputar partidos frente a Irlanda.
En 2015, pasó a formar parte de los Jaguares para el Super Rugby. Debutó en una derrota por 16-24 ante los Blues de Auckland (Nueva Zelanda).
En 2019 jugó él Mundial de Rugby con el seleccionado nacional, Los Pumas.